# 후쯔하오
후쯔하오(중국어: 胡子豪, 병음: Hu Zihao, 한자음: 호자호, 2006년 10월 8일 ~ )는 중화인민공화국의 바둑 기사이다. 안후이성 허페이시 출신으로 중국기원 소속의 3단이다.

## 경력
안후이성 허페이시에서 태어났다. 2018년 프로 바둑에 입단했고, 중국 바둑대표팀 주니어팀 선수로 선발되었다. 2019년 제24회 LG배 세계기왕전에서 최재영 6단에게 패하게 되고 결국 본선 진출에 실패했다. 2021년 3단으로 승단했다.